# New York, New York (film)
New York, New York – amerykański film muzyczny z 1977. 

## Fabuła
Powojenna Ameryka; utalentowany saksofonista – Jimmy Doyle poznaje piosenkarkę – Francine Evans i zakochuje się w niej.

## Obsada
- Liza Minnelli – Francine Evans
- Robert De Niro – Jimmy Doyle
- Lionel Stander – Tony Harwell
- Barry Primus – Paul Wilson
- Mary Kay Place – Bernice Bennett
- Georgie Auld – Frankie Harte
- George Memmoli – Nicky

## Nagrody i nominacje
Złote Globy 1977
- Najlepsza komedia/musical (nominacja)
- Najlepszy aktor w komedii/musicalu - Robert De Niro (nominacja)
- Najlepsza aktorka w komedii/musicalu - Liza Minnelli (nominacja)
- Najlepsza piosenka - New York, New York - muz. John Kander; sł. Fred Ebb (nominacja)

Nagroda BAFTA 1977
- Najlepsze kostiumy - Theadora Van Runkle (nominacja)
- Najlepszy dźwięk - Kay Rose, Michael Colgan, James Fritch, Larry Jost, Richard Portman (nominacja)